# Cavendishia punctata
Cavendishia punctata là một loài thực vật có hoa trong họ Thạch nam. Loài này được (Ruiz & Pav. ex J.St.Hil.) Sleumer mô tả khoa học đầu tiên năm 1935.